# Î̧
Cette page contient des caractères spéciaux ou non latins. S’ils s’affichent mal (▯, ?, etc.), consultez la page d’aide Unicode.
Î̧ (minuscule : î̧), appelé I accent circonflexe cédille, est un graphème utilisé dans l’écriture de certaines langues camerounaises dont le pana. Il s’agit de la lettre I diacritée d’un accent circonflexe et d’une cédille.

## Utilisation
En langues camerounaises suivant l’Alphabet général des langues camerounaises, ‹ i̧ › représente un I nasalisé et l’accent circonflexe indique le ton tombant. Il ne s’agit d’une lettre à part entière, et elle placée avec le I sans accent ou avec un autre accent dans l’ordre alphabétique.

## Représentations informatiques
Le I accent circonflexe cédille peut être représenté avec les caractères Unicode suivants :
- composé et normalisé NFC (latin supplément-1, diacritiques) :

| formes    | représentations | chaînes de caractères | points de code | descriptions                                                     |
| --------- | --------------- | --------------------- | -------------- | ---------------------------------------------------------------- |
| capitale  | Î̧               | Î◌̧                    | U+00CE U+0327  | lettre majuscule latine i accent circonflexe diacritique cédille |
| minuscule | î̧               | î◌̧                    | U+00EE U+0327  | lettre minuscule latine i accent circonflexe diacritique cédille |

- décomposé et normalisé NFD (latin de base, diacritiques) :

| formes    | représentations | chaînes de caractères | points de code       | descriptions                                                                 |
| --------- | --------------- | --------------------- | -------------------- | ---------------------------------------------------------------------------- |
| capitale  | Î̧               | I◌̧◌̂                   | U+0049 U+0327 U+0302 | lettre majuscule latine i diacritique cédille diacritique accent circonflexe |
| minuscule | î̧               | i◌̧◌̂                   | U+0069 U+0327 U+0302 | lettre minuscule latine i diacritique cédille diacritique accent circonflexe |

## Sources
- Ibirahim Njoya, Précis d’orthographe pour la langue pana, Yaoundé, Cameroun, Association Camerounaise pour la Traduction de la Bible et l’Alphabétisation, 2010 (lire en ligne [archive du 27 novembre 2010])